# Wilhelmina Slater
Wilhelmina Slater (née Wanda Vivian Slater) est un des personnages principaux de fiction de la série télévisée américaine Ugly Betty. Elle est interprétée par l'actrice et chanteuse Vanessa Williams, Miss America 1984.

## Biographie fictive

### Saison 1 de Ugly Betty
Dans la première saison de la série télévisée, Wilhelmina Slater est âgée de quarante-huit ans, et affirme travailler pour le magazine Mode depuis 1981. Elle en est désormais la directrice artistique, après avoir été successivement directrice de la création et assistante de l'ancienne rédactrice en chef, Fey Sommers.
Lorsque Fey Summers tombe enceinte, Wilhelmina Slater, qui s'appelle alors Wanda, promet de garder le secret de sa grossesse en échange de sa transformation en la femme qu'elle est aujourd'hui. Vingt-cinq ans plus tard, après la mort subite de sa patronne, c'est Wilhelmina Slater qui aurait dû lui succéder en tant que rédactrice en chef. Mais Bradford Meade, le PDG de Meade Publications, société qui possède Mode, considère que Wilhelmina Slater est très compétente dans son travail actuel et que par conséquent, elle n'a pas besoin d'en changer. Il préfère nommer à ce poste, son fils, Daniel Meade, pour le former au monde des affaires.
Mais Wilhelmina Slater, dont la seule ambition est de progresser professionnellement, n'en reste pas là : ainsi, outre son travail, sa principale occupation est de faire tomber Daniel Meade. Aidée ou non par ses contacts influents, elle planifie son ascension avec Alexis Meade, le second fils de Bradford Meade mais qui, depuis un accident de ski où il passe pour mort, a changé de sexe et prépare sa vengeance. Betty Suarez, l'assistante de Daniel Meade, arrive néanmoins à souvent contrecarrer, sinon modifier ses plans.
Pourtant, Wilhelmina Slater se brouille avec Alexis Meade, et opte pour une autre stratégie : la manipulation. Mais la femme de Bradford Meade, Claire Meade, voit clair dans son jeu et lui assure que « la société sera toujours gérée par un Meade ». Elle use alors de la séduction vis-à-vis de Bradford Meade, qui la demande finalement en mariage. C'est le moment opportun pour le séduire car sa femme, Claire, est en prison pour le meurtre de Fey Sommers. Elle désire ainsi devenir « Wilhelmina Meade » et tenir les rênes du magazine.

### Saison 2 de Ugly Betty
Les plans de Wilhelmina Slater tombent pourtant à l'eau quand est découverte sa liaison avec son garde du corps. Le décès brutal de Bradford Meade en pleine cérémonie de mariage entérine le problème et conduit même celle-ci à être définitivement renvoyée.
Wilhelmina Slater tente alors de lancer son propre magazine, Slater, pendant que Mode est sujet à des problèmes de financement et de rivalité entre Daniel et Alexis Meade, qui veulent chacun prendre la tête de l'entreprise familiale. Mais se trouvant elle aussi dans une impossibilité de trouver des annonceurs pour Slater, elle renonce à ce projet pour un autre : ayant subtilisé le sperme de Bradford Meade, elle compte devenir mère de l'enfant qui lui assurera un tiers des parts de l'entreprise jusqu'à sa majorité. Christina McKinney, la couturière de Mode, accepte à contrecœur de porter l'enfant de Wilhelmina Slater, trop âgée pour supporter le poids d'une grossesse, en raison de son utérus dit « hostile », contre la somme de cent mille dollars qui permettraient de sauver son mari, gravement malade.

### Saison 3 de Ugly Betty
Wilhelmina Slater devient alors de facto titulaire des ayants droit de son enfant, et réintègre le magazine en tant que rédactrice en chef. Néanmoins, elle doit partager son poste avec Daniel Meade.
Elle s'engage dans une relation avec le conseiller financier de Meade Publications, Connor Owens, qui s'avère finalement être un escroc, puisqu'il s'enfuira en ayant détourné des fonds.
Il s'avère en fait, que l'enfant qu'elle fait passer pour son fils est celui de Christina McKinney, celui qu'elle lui avait fait porter n'ayant pas été fécondé. Mais le subterfuge découvert ne la conduit pas à la porte, le nouveau créancier de Meade Publications souhaitant la voir confirmée dans ses fonctions.

### Saison 4 de Ugly Betty
Dans cette saison, la fille de Wilhelmina, Nico, revient de France voir sa mère pour lui demander de l'aide. Elle affirme avoir tué son petit ami français. En fait ce n'est pas vrai, son petit ami est toujours vivant et il se fait même passer pour un détective  qui a tout découvert de cette « histoire » et réclame de l'argent contre le silence. La fille de Willie use de tout son charme pour que sa mère paye cet homme, mais Wilhelmina ne veut pas céder et elle n'a pas l'argent demandé. Donc, elle décide de démissionner de Meade pour aller rejoindre Connor avec sa fille, pensant qu'ainsi le détective ne sera pas payé. Bien évidemment, tout cela ne plaît guère à Nico qui essaie de la convaincre de payer quand même l'homme car il les retrouvera. Après avoir démissionné, la police annonce qu'ils ont retrouvé le corps de Connor au bord d'une plage, mort. Willie s'effondre et ne sait plus quoi faire. Entretemps, l'assistant de Willie, Marc St James, a surpris par hasard une conversation entre Nico et son petit ami, « le détective », et il comprend que toute l'histoire est un coup monté. Il va le dire à Wilhelmina mais malheureusement elle ne le croit qu'à moitié et demande à sa fille si c'est vrai. Nico est pleine de ressources et arrive à trouver une bonne excuse, mais on voit sur le visage de sa mère qu'elle a des doutes. Alors, pour confirmer cette histoire, elle décide de dire à sa fille qu'elle va vendre le bien le plus précieux de la famille: un collier en diamant reçu en héritage, en sûreté dans un coffre-fort. En ouvrant ce coffre pour le montrer à Nico, elle fait exprès de dire le code à voix haute. Le lendemain, Willie surprend sa fille en train de voler le collier et comprend alors que toute cette histoire est fausse. Sa fille lui explique pourquoi elle a fait cela. Mais Willie la vire de la maison, disant qu'elle ne veut plus jamais la revoir.
Lors de la dernière séance de photos qui se passe aux Bahamas, au bord de la plage, Wilhelmina voit quelqu'un sortir de l'eau : c'est Connor. Ils passent la nuit ensemble. Mais le lendemain la police débarque à la suite d'une dénonciation. Connor demande alors à Willie de dire que c'est elle qui l'a balancé. Ce qu'elle fait afin de pouvoir espérer garder sa place chez Meade car elle n'a plus d'argent, ni de travail (on suppose que c'est Connor qui s'est balancé lui-même). À la suite d'un peu de chantage à l'encontre de la mère de Daniel, mais aussi grâce à l'aide de Daniel et Marc, Willie conserve sa place.
Wilhelmina passe tous les jours à la prison pour voir Connor, visite conjugale. Sauf que Connor veut que Willie vive sa vie sans lui car ce n'est pas une vie de venir lui rendre visite tous les jours dans une prison au lieu d'être dehors en train de faire du shopping. Alors, pour lui prouver son amour, elle le demande en mariage et il dit oui. Mais le lendemain quand elle va a la prison pour se marier avec lui, un policier lui dit que Connor a été transféré dans une autre prison. Willie ne le croit pas et elle est persuadée que c'est Connor lui-même qui a demandé son transfert, pour le bien de Willie. Mais ce n'est pas ce qu'elle veut. En réalité, on verra à la fin de l'épisode que Connor est toujours dans la même prison. Il a juste demandé au gardien de faire croire cette histoire à Wilhelmina pour qu'elle ne vienne plus le voir et qu'elle puisse enfin vivre sa vie sans lui.

## Famille et amis de Wilhelmina Slater
- Wilhelmina Slater est la fille de Victoria Smith-Slater et d'un sénateur des États-Unis, un homme dur qui n'a jamais été vraiment satisfait de ce qu'a fait sa fille. Elle ne parle que de lui dans des termes froids et distants comme « Le sénateur ». Dans l'épisode Une affaire de famille Wilhelmina Slater montre une photo de son père avec Dick Cheney, ce qui laisse suggérer qu'elle pourrait être, comme son père, républicaine, même si, dans l'épisode La banane pour Betty elle admet qu'elle n'a jamais aimé l'ancien maire républicain de New York, Rudolph Giuliani.

- Wilhelmina Slater a également une fille, une adolescente prénommée Nico, avec qui elle a des relations tendues. Elle suit ses études dans un pensionnat en France. L'identité du père de Nico et des détails dans lesquels elle a été élevée n'ont jamais été révélés, mais il est mentionné qu'il vit actuellement à Dubaï, ce qui impliquerait une certaine aisance financière. Le fait qu'elle souhaite se faire appeler « Mademoiselle Slater » sous-entend également qu'elle n'a jamais été mariée à cet homme. En dépit de leurs différents, notamment qu'elle a toujours voulu privilégier sa carrière au détriment de l'éducation de sa fille, Wilhelmina Slater a voulu améliorer ses relations avec sa fille.

- Wilhelmina Slater a une sœur cadette, Renée Slater, jouée par Gabrielle Union, qui apparaît dans la deuxième saison pour séduire Daniel Meade et nuire à sa sœur. Dépendante de médicaments en raison de tendance pyromanes, elle termine finalement dans un établissement psychiatrique.

- Le prénoms de la famille Slater sont basés sur de vrais noms du monde de la mode : Wilhelmina Slater tient son nom du mannequin américain Wilhelmina Cooper, tandis que sa fille Nico Slater tient le sien du mannequin allemand Nico.

- Femme solitaire bourreau de travail, Wilhelmina Slater n'en est pas moins très influente. Elle compte ainsi parmi ses amis Victoria Beckham, Donatella Versace, Karl Lagerfeld ou encore Martha Stewart et parmi ses conquêtes passées, le prince de Dubaï, Andre Agassi et Mick Jagger[3].

## Le style de Wilhelmina Slater
La garde-robe de Wilhelmina Slater est extrêmement sophistiquée ; elle tourne surtout autour des couleurs blanc, jaune, or et marron. Dans une scène supprimée de la saison 1, visible sur les bonus du DVD, elle cherche un vêtement dans ses placards, qu'elle range par couleurs.

## Les employés de Wilhelmina Slater
Wilhelmina Slater a un assistant, Marc St. James, qu'elle utilise fréquemment pour accomplir les basses besognes qu'elle ne veut pas faire. Néanmoins, Marc prend un certain plaisir à servir une femme qu'il admire et respecte. En retour, celle-ci a souvent tendance à se confier à lui, quitte à parfois former plus un duo qu'une relation patron à employé.
Malgré la haine qu'elle a pour Wilhelmina Slater, Christina McKinney est souvent forcée par celle-ci d'accomplir des tâches ingrates ou des "missions", surtout quand elle a besoin d'argent ou d'aide. Cette relation reste pourtant purement professionnelle, Christina McKinney n'oubliant jamais son amitié avec Betty Suarez et son mépris pour Wilhelmina Slater.

## Sources
- (en) Cet article est partiellement ou en totalité issu de l’article de Wikipédia en anglais intitulé « Wilhelmina Slater » (voir la liste des auteurs).